# 天廄二
仙女座ρ，又名BD+37 45，HD 1671、SAO 53828、HR 82，是仙女座的一颗恒星，视星等为5.18，位于銀經116.37，銀緯-24.52，其B1900.0坐标为赤經0h 15m 51.1s，赤緯+37° -24.52′ 53″。